# Белорусы в России

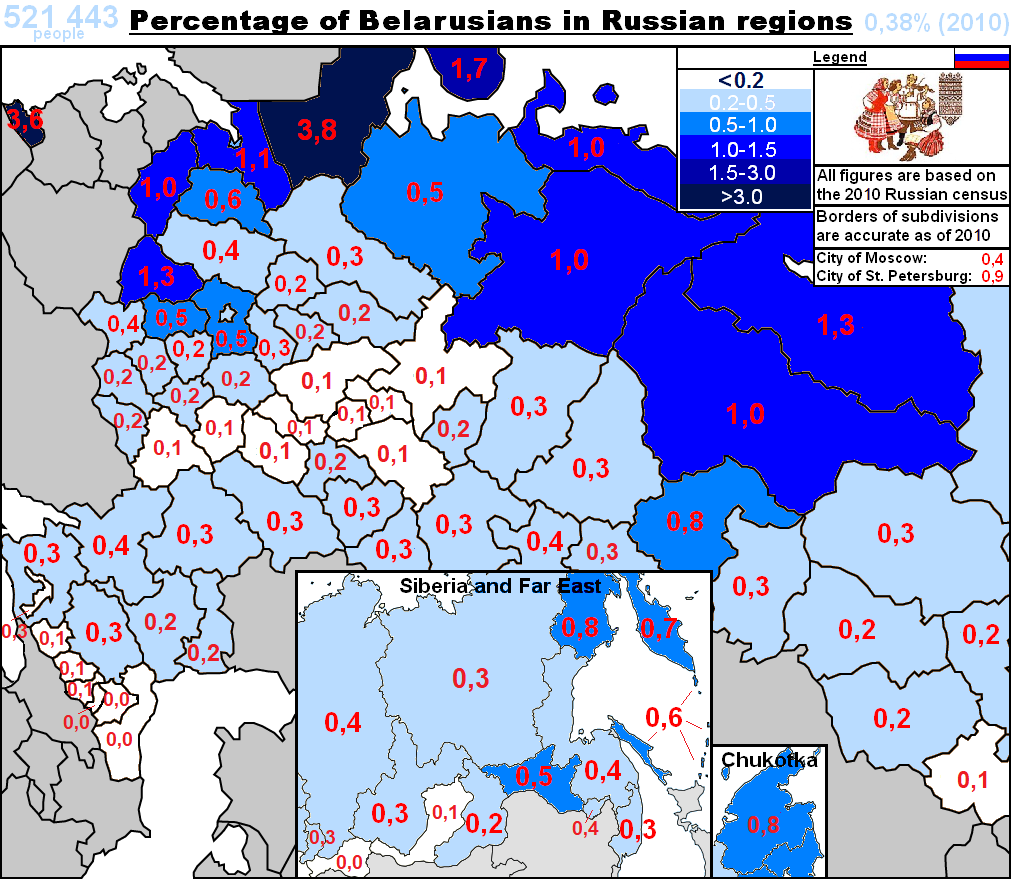
Удельный вес белорусов в регионах России согласно переписи населения 2010 г.

Белорусы (бел. Беларусы Расіі) составляют значительную часть населения России. Согласно данным Всероссийской переписи населения 2010 года, в стране проживало 521 443 человека, назвавших себя белорусами. Значительное число белорусов проживает в Москве, Санкт-Петербурге, Карелии, Калининградской и Смоленской областях. Согласно данным Всероссийской переписи населения 2021 года, в стране проживает 208 046 человек, назвавших себя белорусами.

## Белорусские автономные территории в России
В 1924—1926 годах в Сибири был создан 71 белорусский сельсовет, на Дальнем Востоке — 26, на Урале — 11. Позднее было образовано несколько белорусских районов. Например, в начале 1930-х годов в Уральской области существовал Таборинский национальный белорусский район и обсуждалось создание подобного района в Омской области.
В середине 1930-х годов все белорусские автономии на территории РСФСР были ликвидированы.

## Демографическая статистика
Численность белорусов в России:
| Год  | Чел.      |
| ---- | --------- |
| 1959 | 844 000   |
| 1970 | 964 700   |
| 1989 | 1 206 000 |
| 2002 | 807 970   |
| 2010 | 521 443   |
| 2021 | 208 046   |

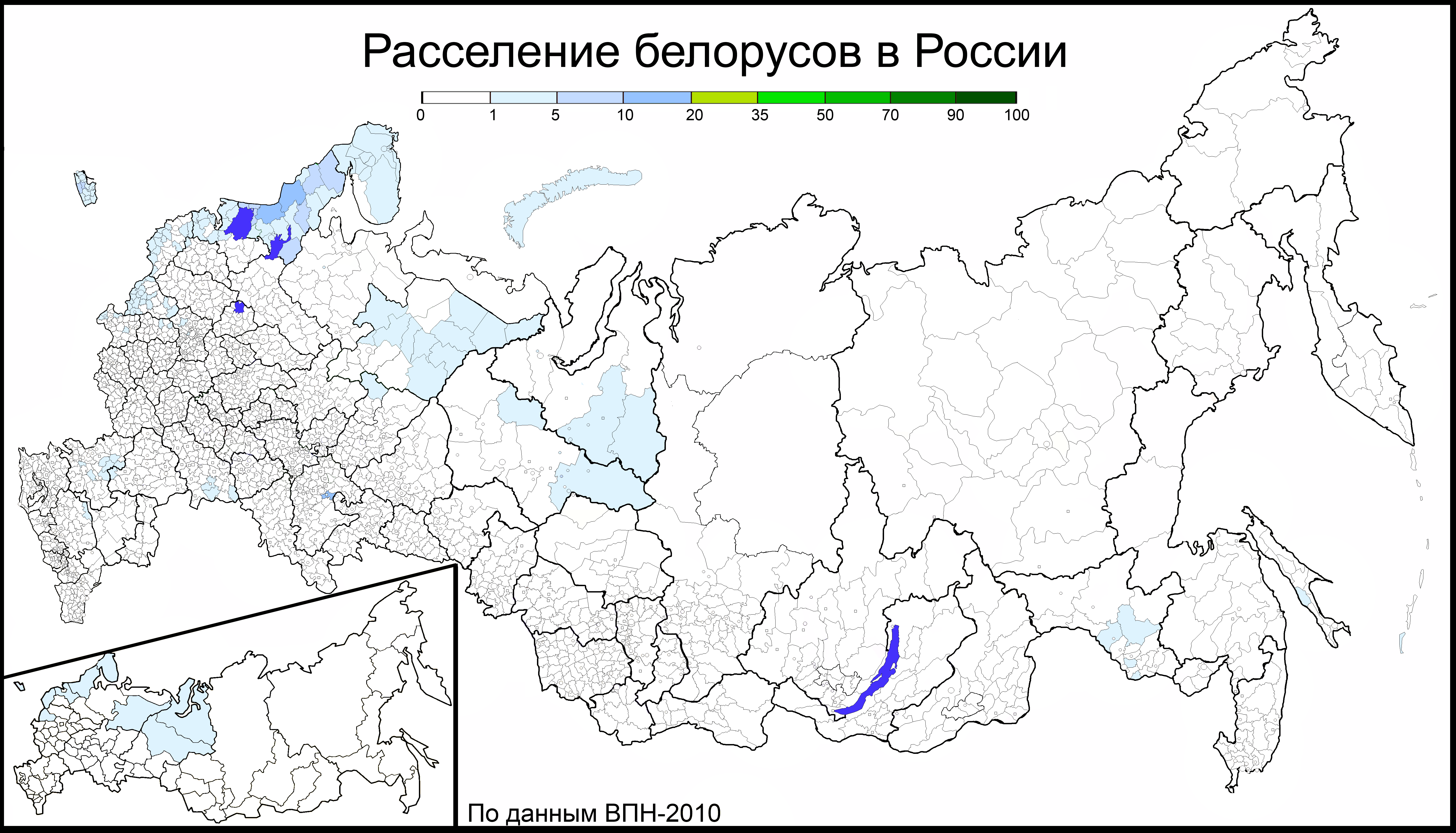
Расселение белорусов в России по муниципальным образованиям в %, перепись 2010 г.

Доля белорусов в общей численности населения по районам по переписи 2010 года (с долей более 5 %):
| Район         | Регион                  | % белорусов |
| ------------- | ----------------------- | ----------- |
| Муезерский    | Карелия                 | 14,4        |
| Суоярвский    | Карелия                 | 9,5         |
| Иглинский     | Башкортостан            | 8,3         |
| Калевальский  | Карелия                 | 8,1         |
| Правдинский   | Калининградская область | 7,9         |
| Питкярантский | Карелия                 | 7,1         |
| Лангепас      | Ханты-Мансийский АО     | 6,3         |
| Лоухский      | Карелия                 | 5,8         |
| Сортавальский | Карелия                 | 5,7         |
| Светлогорск   | Калининградская область | 5,6         |
| Пудожский     | Карелия                 | 5,1         |
| Сегежский     | Карелия                 | 5,1         |
| Лахденпохский | Карелия                 | 5,0         |

Памятник поэту Янке Купале в Москве